# فیلم باب‌اسفنجی شلوارمکعبی - موسیقی متن فیلم و غیره…
| بررسی انتقادی    | بررسی انتقادی |
| منبع             | رتبه‌بندی      |
| ---------------- | ------------- |
| آل‌میوزیک         | [ ۱ ]         |
| امپایر           | [ ۲ ]         |
| انترتینمنت ویکلی | (مثبت)        |
| آی‌جی‌ان           | (۸٫۹/۱۰٫۰)    |
| Pitchfork Media  | (۳٫۹/۱۰)      |

فیلم باب‌اسفنجی شلوارمکعبی - موسیقی متن فیلم و غیره… (به انگلیسی: The SpongeBob SquarePants Movie – Music from the Movie and More...)، آلبوم موسیقی متن فیلم انیمیشنی ۲۰۰۴ فیلم باب‌اسفنجی شلوارمکعبی است. این آلبوم در تاریخ ۹ نوامبر ۲۰۰۴ توسط سیر رکوردز و نیک رکوردز منتشر شد. این دومین آلبوم باب‌اسفنجی شلوارمکعبی است 

## جوایز
| نمودار (۲۰۰۴)                       | رده |
| ----------------------------------- | --- |
| بیلبورد ۲۰۰ ایالات متحده            | ۷۶  |
| جدول بیلبورد ایالات متحده (بیلبورد) | ۴   |